# IC 3587
IC 3587 је спирална галаксија у сазвјежђу Береникина коса која се налази на листи објеката дубоког неба у Индекс каталогу.
Деклинација објекта је + 27° 32' 59" а ректасцензија 12h 36m 48,3s. Привидна величина (магнитуда) објекта IC 3587 износи 15,5 а фотографска магнитуда 16,2. IC 3587 је још познат и под ознакама UGC 7787, MCG 5-30-36, FGC 1474, KUG 1234+278, IRAS 12343+2749, PGC 42083.